# Щевьёв, Максим Николаевич
Максим Николаевич Щевьёв (Щевьев) (род. 5 июля 1984, Черноголoвка, Московская область) — российский хоккеист, нападающий.

## Биография
Выпускник «Кристалла» Электросталь. С сезона 1999/2000 играл в «Кристалле-2», в следующем сезоне дебютировал за «Элемаш». Сезон 2002/03 начал в клубе «Ак Барс-2», затем был отдан в аренду «Элемашем» в клуб Суперлиги «Амур» Хабаровск. Сезон 2003/04 начал в «Химике» Воскресенск. Затем выступал в низших российских лигах за клубы «Кристалл» (2003/04 — 2004/05, 2005/06 — 2007/08, 2013/14), «Южный Урал» (2005/06), «Титан» и «Брянск» (2008/09).
Победитель Европейского юношеского Олимпийского фестиваля 2001 года в составе сборной России. Серебряный призёр чемпионата мира среди юниоров 2002. На драфте НХЛ 2002 года был выбран в 6-м раунде под общим 178-м номером клубом «Баффало Сейбрз».